# Stadio comunale di Mendrisio
Lo stadio comunale di Mendrisio è un impianto sportivo della città di Mendrisio (Canton Ticino) in Svizzera.
Ospita le partite casalinghe delle squadre del FC Mendrisio ed ha una capienza di circa 5 000 spettatori circa, di cui 700 in posti a sedere. Il terreno di gioco è in erba naturale misurante 106.4 x 64.5 m.